# جوزفين كليفتون
جوزفين كليفتون (بالإنجليزية: Josephine Clifton)‏ هي ممثلة أمريكية، ولدت في عقد 1810، وتوفيت في 1847.